# Melvyn Jaminet
Melvyn Jaminet, (30 de juny de 1999), és un jugador de rugbi francés.

## Biografia
Melvyn Jaminet s'inicià el en món del rugbi a l'equip RC Hyères Carqueiranne La Crau fins que l'any 2017 fitxa per USA Perpinyà i s'incorpora al seu centre de formació. A Perpinyà debuta com a professional en el partit de la Prod2 que l'USAP juga contra el Rouen Normandie, i que acaba amb victòria dels rossellonesos per 57 a 20 i on aconsegueix el seu primer assaig. Malauradament, però, no pot tornar a jugar amb el primer equip durant la temporada 2019-2020 a causa de l’aturada del campionat derivada de la Pandèmia de la covid-19.
Al febrer de 2020, va jugar la lliga francesa de rugbi a 7 cedit a l'ASM Clermont.
Al setembre de 2020, amb la tornada del rugbi professional a França i de la Prod2, Jaminet torna a jugar amb l'USAP i es converteix en un habitual en les alineacions de l'equip. Les seves bones actuacions van propiciar que al novembre amplies el contracte amb la USAP per tres temporades, i que l'estiu de 2021 el seleccionador francès Fabian Galthié el convoqués pels partits que el XV del gall jugà a Austràlia, tot i no haver debutat encara a la màxima categoria del rugbi francés, el Top 14. Al llarg d'aquesta gira per Austràlia, Jaminet seria titular en els tres partits, essent protagonista principal en la victòria del segon partit de la sèrie.
l'11 de setembre de 2021, Jaminet jugaria el seu primer partit com a jugador del Top 14, defensant la samarreta de l'USAP contra BOPB en un partit jugat a l'estadi Aimé Giral de Perpinyà.
En juliol de 2024, Després de l'emissió a les xarxes socials d'un vídeo, en el qual fa comentaris racistes, proferint amenaces físiques contra persones d'origen àrab, poble d'Orient Mitjà i d'origen nord-africà, Melvyn Jaminet és exclòs de la gira de la selecció francesa a l'Argentina pels francesos. Federació de Rugbi el 7 de juliol de 2024. Es va disculpar en una publicació d'Instagram unes hores més tard, dient que estava "profundament apenat i avergonyit". És objecte d'una investigació per "amenaces de mort pel seu origen", ha anunciat la fiscalia de París.